# Кабигожина, Сара Окаповна
Сара Окаповна Кабигожина (каз. Сара Окапқызы Қабиғожина; 9 апреля 1944, Алма-Ата, Казахская ССР — 13 января 2019, Алма-Ата) — советская и казахская артист цирка, иллюзионистка, педагог цирка. Народная артистка Казахской ССР (1986), лауреат премии Ленинского комсомола (1979).

## Биография
Родилась 9 апреля 1944 года в г. Алматы.
В 1967 году окончила Алма-Атинскую эстрадно-цирковую студию.
В 1972 году училась во Всесоюзной творческой мастерской эстрадного искусства в Москве.
Начинала свою трудовую деятельность в качестве артиста художественного слова в Казахконцерте. Позже совместно с супругом Султангали Шукуровым выступала в жанре иллюзионистов.
В 1978 году в Карловых Варах и Париже, на Всемирном конкурсе артистов-иллюзионистов в Брюсселе поставила программную эстрадно-цирковую композицию «Как прекрасен этот мир» (музыка Давид Тухманова) и завоевала «Гран-при». Стала лауреатом 11- Всемирного фестиваля молодежи и студентов в Гаване (1978).

### Награды и звания
- 1978 — Золотая медаль XI Всемирного фестиваля молодежи и студентов в Гаване (Куба).
- 1979 — звания «Мисс магия»2 на XIV международном фестивале современной иллюзии в Карловых Варах (Чехословакия).
- 1979 — Премия Ленинского комсомола за большие достижения в области циркового искусства и оригинального жанра.
- 1980 — Заслуженная артистка Казахской ССР
- 1986 — Народная артистка Казахской ССР за значительный вклад в развитие советского и казахстанского циркового искусства.